# SUSE Linux

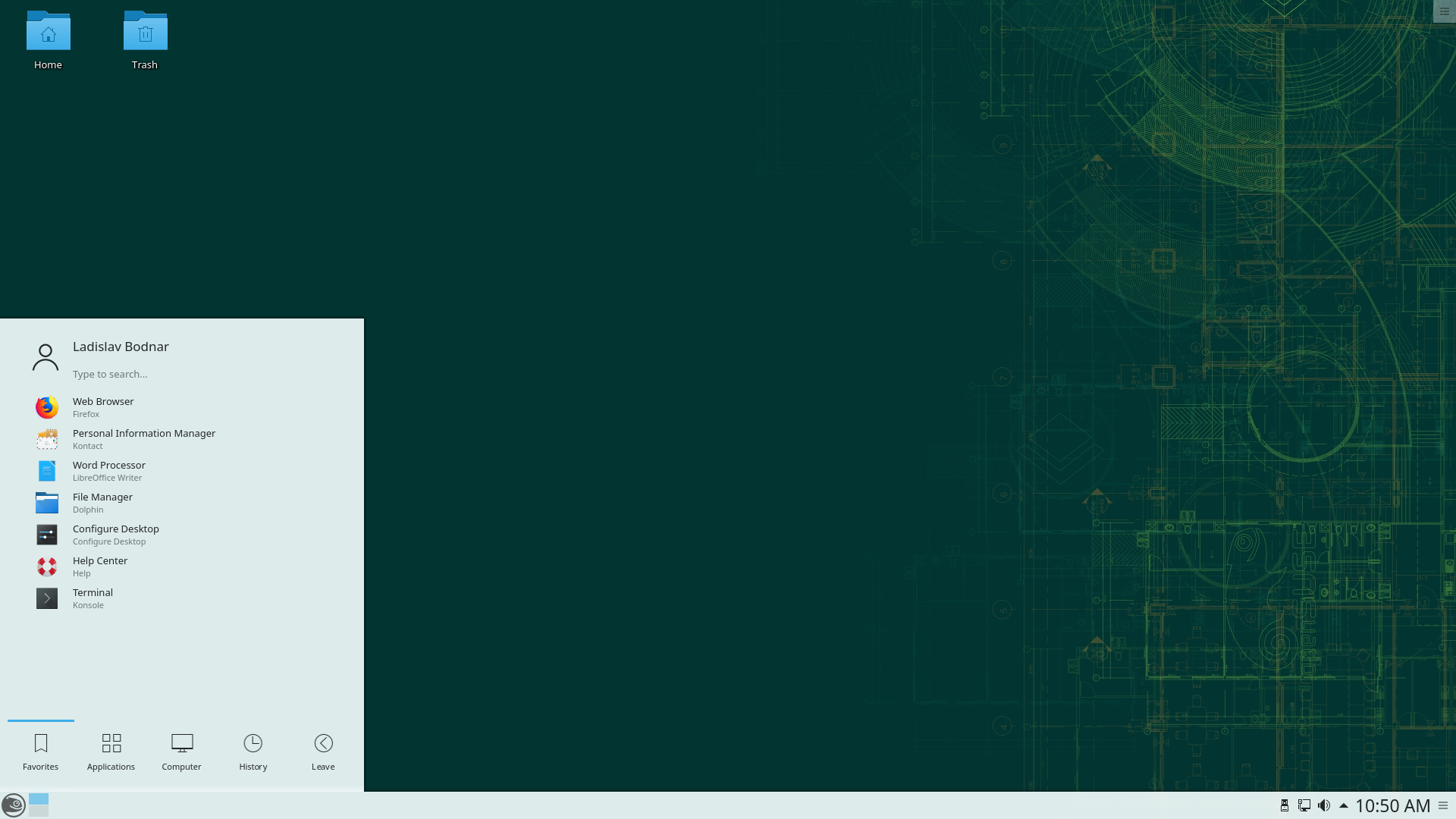
openSUSE 15.1 con KDE

SUSE Linux (pronunciato /susə/) è una distribuzione GNU/Linux di origine tedesca e sviluppata principalmente in Europa. La prima versione è stata pubblicata nei primi mesi del 1994, SUSE Linux è quindi la più longeva distribuzione GNU/Linux commerciale ed è membro fondatore del Desktop Linux Consortium. L'azienda è di proprietà del fondo norvegese dal 18 marzo 2019.
Grazie alla sua origine europea è molto apprezzata dal punto di vista della localizzazione e, più in generale, per non essere così legata alle impostazioni caratteristiche degli Stati Uniti d'America come la maggior parte delle concorrenti. Risulta molto semplice da utilizzare e mirato alla stessa utenza di Microsoft Windows, in quanto l'ambiente desktop è user-friendly e molto simile al sistema operativo di casa Microsoft.

## Storia
S.u.S.E è stata fondata, come gruppo di consulenza Unix, il 2 settembre 1992 a Norimberga, in Germania, da quattro giovani poco più che ventenni: Roland Dyroff, Thomas Fehr, Burchard Steinbild e Hubert Mantel. Thomas Fehr era un ingegnere informatico, gli altri tre fondatori erano ancora studenti universitari di matematica.
Inizialmente il gruppo rilasciava regolarmente pacchetti software per Softlanding Linux System (SLS) e Slackware ed inoltre pubblicava manuali Unix e Linux. Successivamente decisero di iniziare a distribuire un proprio sistema operativo Linux accompagnato da supporto tecnico e vendita di prodotti software. Originariamente SUSE Linux era una traduzione in tedesco della distribuzione Slackware. La prima versione fu pubblicata nel 1994 con il nome di S.u.S.E. Linux 1.0. Venne poi integrata anche la distribuzione Jurix di Florian La Roche (anche questa basata su Slackware) arrivando così nel 1996 al rilascio della prima versione completamente indipendente: S.u.S.E. Linux 4.2.
Il nome S.u.S.E., abbreviato poi nell'ottobre 1998 a SuSE, era in origine l'acronimo di Software und System-Entwicklung (dal tedesco "Sviluppo di software e sistemi"). Nel corso del 2004 la distribuzione ha cambiato leggermente nome in "SUSE Linux", con tutte le lettere maiuscole, dove "SUSE" non rappresenta più alcun acronimo.

### L'espansione
Con il passare del tempo SUSE Linux acquisì molti aspetti di Red Hat Linux come il sistema di gestione dei pacchetti RPM e l'organizzazione delle impostazioni tramite /etc/sysconfig. Con il crescere delle funzionalità aumentarono progressivamente anche il numero di CD della distribuzione.
Nel 1997, consolidata la posizione di primo distributore in Germania, iniziò anche un primo approccio al mercato statunitense tramite l'apertura di una sede a Oakland, in California. Negli anni la popolarità della distribuzione crebbe soprattutto in Europa, in particolare in Germania, Finlandia e Svezia. Il mercato statunitense era invece maggiormente competitivo per la presenza importante di Red Hat. Dopo gli uffici negli Stati Uniti l'anno successivo venne aperta una sede anche nel Regno Unito.
Nel 2001, però, l'ottimismo e l'espansione troppo rapida della società si scontrarono con la realtà del mercato costringendo la compagnia ad un significativo ridimensionamento.

### Il passaggio a Novell

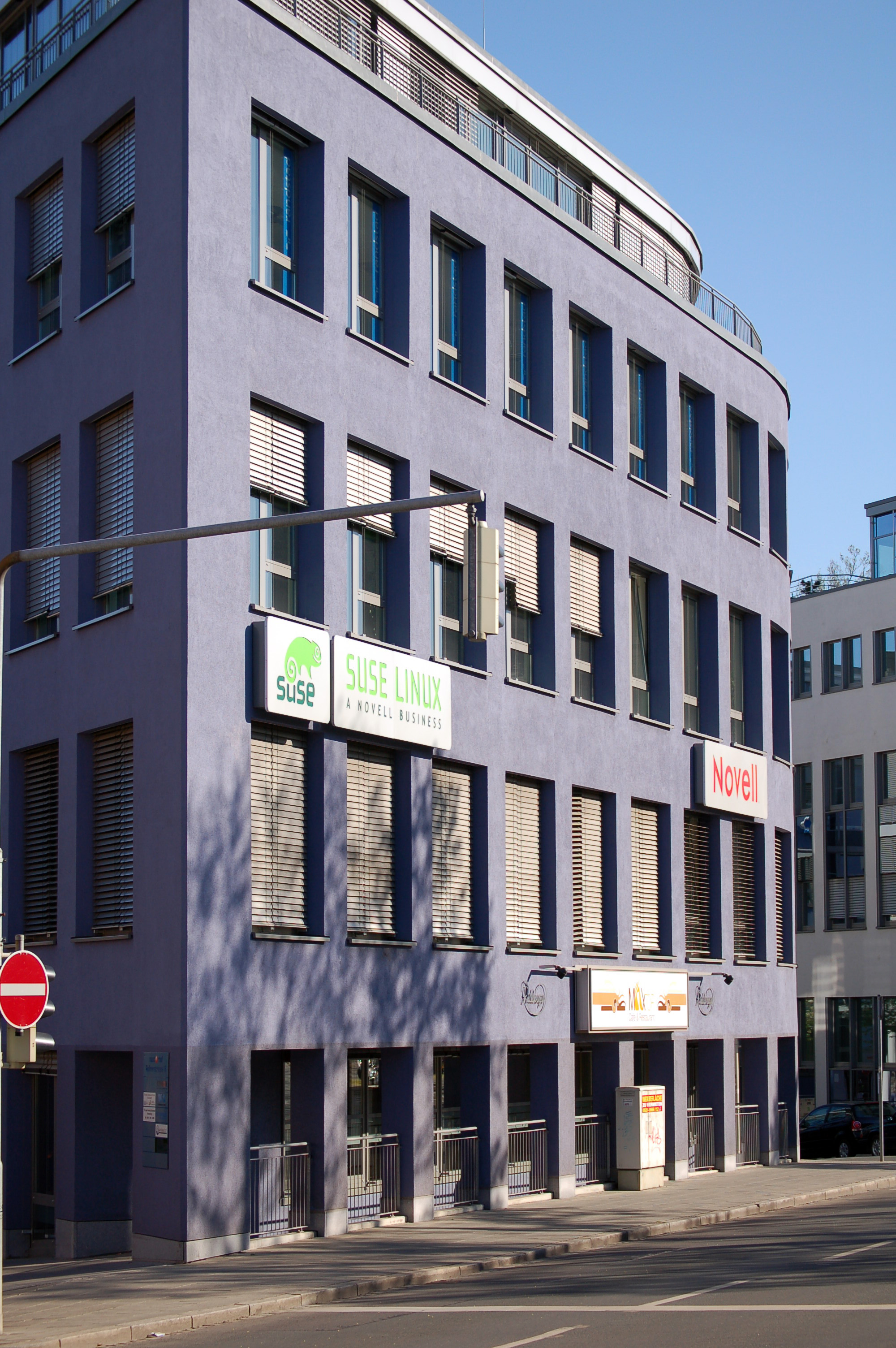
La sede di Novell a Norimberga

Il 4 novembre 2003 Novell annunciò la sua intenzione di acquisire SUSE. L'acquisto è stato completato nel gennaio 2004. All'annuale BrainShare di Novell nel 2004 tutti i computer utilizzavano SUSE Linux. Durante il convegno venne anche annunciato che il programma di amministrazione proprietario YaST2 sarebbe stato pubblicato sotto licenza GPL.

### Il progetto comunitario openSUSE
Il 4 agosto 2005 Bruce Lowry, direttore delle pubbliche relazioni e portavoce di Novell, annunciò l'apertura dello sviluppo di SUSE Linux ai contributi esterni tramite l'avvio del progetto comunitario openSUSE che, in modo simile al progetto Fedora di Red Hat, avrebbe perseguito l'obiettivo di raggiungere un maggior numero di utenti e sviluppatori. Precedentemente tutto il lavoro di sviluppo era interno, mentre la versione 10.0 fu la prima ad essere resa disponibile, sin dalla versione beta, per consentire agli utenti di provarla e testarla prima del rilascio definitivo. Come parte integrante del cambiamento l'accesso al YaST Online Update Server divenne gratuito.

### L'accordo con Microsoft
Il 2 novembre 2006 Novell e Microsoft annunciarono un accordo di collaborazione economica e tecnica riguardante l'interoperabilità tra i propri sistemi operativi. L'accordo include anche l'impegno di Microsoft nel promuovere l'utilizzo di SUSE Linux Enterprise tra i propri clienti che adottano sistemi misti Linux/Windows. Inoltre entrambe le società si impegnano a non perseguirsi legalmente riguardo eventuali violazioni del copyright nell'utilizzo di brevetti software. Alcuni punti dell'accordo vengono giudicati controversi da parte della comunità del Software libero.

### Anni recenti
Nel 2006 SUSE offre la prima integrazione della tecnologia di virtualizzazione aziendale per Linux (Xen). l'anno successivo viene pubblicata SUSE Linux Enterprise 10, inoltre viene annunciata openSUSE Tumbleweed. Nel 2009 vengono pubblicate SUSE Linux Enterprise Server 11 con KVM e SUSE Studio. Successivamente SUSE stringe accordi con VMWare, Amazon EC2 e Microsoft Azure. Nel 2014 SUSE, resa come società indipendente viene acquisita da Micro Focus Group. Sotto la guida del gruppo il focus aziendale si concentra maggiormente in ambito cloud con lo sviluppo di SUSE Enterprise Storage e SUSE Manager ed acquista openATTIC. Nel 2017 celebra il suo 25º anniversario dalla nascita e vengono al contempo lanciate la SUSE Cloud Application Platform e la SUSE Container as a Service Platform. Nel 2019 SUSE è stata venduta per 2,5 miliardi di dollari  al fondo EQT Partners, che ha puntato a far crescere SUSE con investimenti mirati al mondo cloud e a renderla maggiormente indipendente e OpenSource. Nel 2020 SUSE acquista Rancher Labs.

## Distribuzioni SUSE
Novell sviluppa, distribuisce e sponsorizza SUSE Linux in due soluzioni:
- openSUSE: è la distribuzione sviluppata dal progetto comunitario omonimo, include le più recenti novità software e costituisce la base di SUSE Linux Enterprise. È proposta soprattutto per l'utente non aziendale;
- SUSE Linux Enterprise: è la proposta per il mercato aziendale, corredata di supporto tecnico specifico.

### openSUSE
openSUSE è sviluppata dal progetto comunitario omonimo e sponsorizzata da Novell. La decisione di creare una distribuzione comunitaria è basata sulla volontà di coinvolgere maggiormente gli sviluppatori e l'utenza nel processo di sviluppo della distribuzione, ottenendo così anche un vantaggio nello sviluppo della versione aziendale. È basata su un ciclo di sviluppo di approssimativamente otto mesi, è liberamente scaricabile nelle sue diverse edizioni o, in alternativa, acquistabile corredata di un manuale cartaceo e di supporto all'installazione per 90 giorni.

### SUSE Linux Enterprise

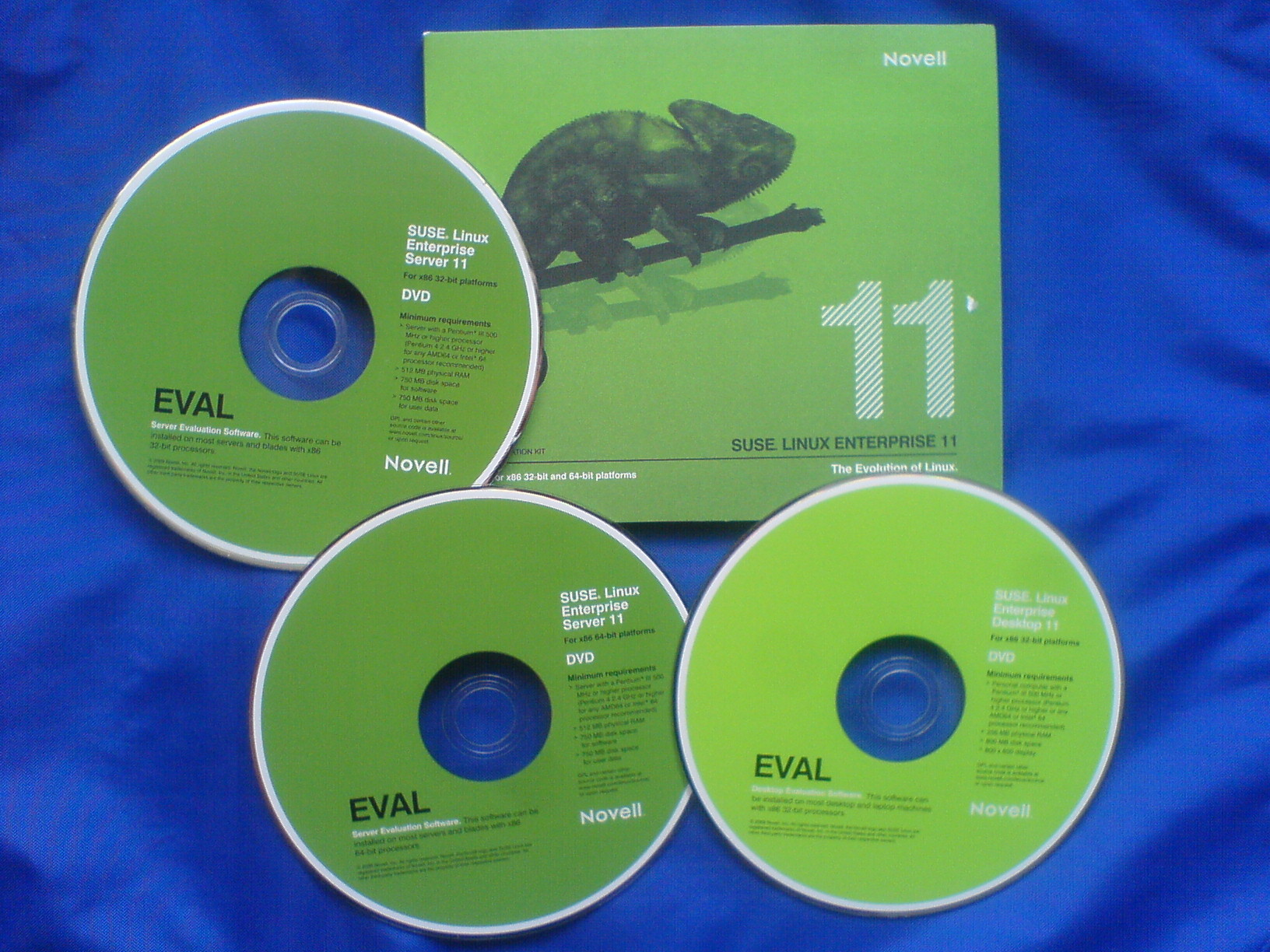
DVD di SUSE Linux Enterprise Server 11

Comprende le proposte sviluppate da Novell per l'ambito aziendale, sono basate sul contributo del progetto comunitario openSUSE. Essendo prodotti dedicati alle aziende sono caratterizzati dal lungo periodo di supporto tecnico e da un ciclo di sviluppo particolarmente prolungato (tra i 24 e i 36 mesi che garantiscono grande stabilità al prodotto anche se a discapito dell'aggiornamento dei componenti alle ultime versioni disponibili).
Sono disponibili linee di prodotto dedicate ai computer desktop:
- SUSE Linux Enterprise Desktop (SLED), è la versione pensata per i computer desktop aziendali;
- SUSE Linux Enterprise Thin Client, è una versione di SLED progettata espressamente per terminali thin client;

e ai server:
- SUSE Linux Enterprise Server (SLES), dedicato ai server;
- SUSE Linux Enterprise Server per System z, versione di SLES ottimizzata per mainframe IBM System z;

integrabili con alcune estensioni o servizi aggiuntivi:
- SUSE Linux Enterprise High Availability Extension, una suite aggiuntiva di strumenti per la gestione di cluster;
- SUSE Linux Enterprise Mono Extension, un'estensione che consente di eseguire applicazioni server basate su .NET;
- SUSE Linux Enterprise Real Time Extension, è un componente aggiuntivo per SLES sviluppato per ridurre la latenza;
- SUSE Linux Enterprise Server con supporto esteso;
- Supporto prioritario di SUSE Linux Enterprise Server per applicazioni SAP;
- SUSE Linux Enterprise Point of Service.

### Caratteristiche
SUSE include un programma di installazione ed amministrazione, YaST2, che gestisce la partizione del disco rigido, il setup del sistema e delle per sue periferiche, gli aggiornamenti online, la configurazione della rete e del firewall, l'amministrazione degli utenti nonché l'eventuale configurazione di strumenti per la virtualizzazione in un'interfaccia user-friendly. SUSE supporta uno strumento per ridimensionare le partizioni NTFS durante l'installazione che consente la co-esistenza con sistemi Windows. Inoltre riesce ad identificare ed installare i drivers per molti modem Windows e sistemi laptop.
SUSE Linux Enterprise supporta anche l'installazione del sistema operativo su un file system di tipo BTRFS il quale agevola di molto la possibilità di effettuare istantanee di sistema e di retrocedere ad esse, in caso di errori, velocemente e in modo sicuro, lasciando i dati invariati rispetto all'ultimo utilizzo del sistema.
Molti ambienti desktop come KDE, GNOME e Cinnamon sono supportati. SUSE comprende software multimediale come K3b (per masterizzare CD e DVD), amaroK e XMMS (player audio), e Kaffeine (player video). Contiene inoltre LibreOffice.org ed altri programmi per la lettura e scrittura di documenti. Il totale dei pacchetti supera il migliaio.